# Švýcarská hokejbalová reprezentace
Švýcarská hokejbalová reprezentace je výběrem nejlepších švýcarských hráčů v hokejbale. Od roku 1996 se účastní mistrovství světa a do roku 2000 mistrovství Evropy. Tým je řízen Švýcarskou hokejbalovou asociací, která je členem ISBHF. Největším úspěchem švýcarského týmu jsou dvě čtvrtá místa z mistrovství světa 1999 a 2001 a jeden bronz z mistrovství Evropy 2000.

## Účast namistrovstvísvěta
| MS      | Místo konání           | Umístění  |
| ------- | ---------------------- | --------- |
| MS 1996 | Slovensko (Bratislava) | 7. místo  |
| MS 1998 | Česko (Litoměřice)     | 7. místo  |
| MS 1999 | Slovensko (Zvolen)     | 4. místo  |
| MS 2001 | Kanada (Toronto)       | 4. místo  |
| MS 2003 | Švýcarsko (Sierre)     | 5. místo  |
| MS 2005 | USA (Pittsburgh)       | 8. místo  |
| MS 2007 | Německo (Ratingen)     | 6. místo  |
| MS 2009 | Česko (Plzeň)          | 11. místo |
| MS 2011 | Slovensko (Bratislava) | 10. místo |
| MS 2013 | Kanada (St. John's)    | 7. místo  |
| MS 2015 | Švýcarsko (Zug)        | 6. místo  |

## Účast namistrovství Evropy
| ME      | Místo konání           | Umístění |
| ------- | ---------------------- | -------- |
| ME 1995 | Slovensko (Bratislava) | 5. místo |
| ME 1996 | Slovensko (Bratislava) | 6. místo |
| ME 1997 | Česko (Praha)          | 4. místo |
| ME 2000 | Česko (Most)           | . místo  |